# Hudud
Les hudûd, ou houdoud (arabe : ḥadd حدّ pl. ḥudūd حدود limite; borne; définition), sont, en droit musulman, les peines légales prescrites par le Coran ou la Sunna : le juge ne peut pas les moduler car elles sont ordonnées par Dieu, contrairement aux peines qui restent modulables par la juridiction (ta'zîr). Ces peines ont été rarement appliquées dans la période pré-moderne de l'Islam.

## Faits concernés
Le droit musulman considère cette catégorie de crime comme des crimes contre la « Loi de Dieu ». Les peines prévues pour les crimes de type Hadd sont fixes car selon la croyance traditionnelle musulmane elles ont été fixées par Dieu dans le Coran ou par le Prophète dans les hadiths [seulement 4 se trouvent dans le Coran]. Elles sont au nombre de sept : 
- la fornication  et l'adultère (الـزنا, al-zinā),
- la fausse imputation de ce crime (القـذف بالزنا, al-qaḏf bi-l-zinā),
- la consommation de boisson fermentée (شـرب الخـمر, šurb al-ḫamr),
- le vol ou cambriolage (السـرقـة, sariqa),
- le banditisme (قطع الطريق, qaṭʿ al-ṭarīq),
- l’apostasie (الـردة, al-rida),
- la rébellion (ﺍﻟﻌصـ, al-ʿiṣyān),

Les chaféites ont étendu, par analogie (qiyās) le terme de Khamr (vin) à toute boisson enivrante. Les hanéfites interdisent aussi la consommation de toute boisson enivrante, mais considèrent qu'il n'est nul besoin de procéder par une analogie juridique, puisqu'il s'agit, selon eux, d'une simple conséquence logique du texte écrit.

## Prescriptions coraniques
Le terme hudud a été utilisé par les oulémas pour désigner les quatre punitions prescrites par le Coran, à savoir contre :
- le banditisme (hirabah[n 1]) :

« Mais ceux qui guerroient contre Allah et ses Envoyés, semant sur terre la violence, auront pour salaire d’être tués ou crucifiés, leur main et leur pied opposés seront tranchés, ou seront bannis de la terre. Tel sera leur salaire en ce monde. Dans l’Autre, ils auront pour eux le supplice grandiose, exception est faite de ceux qui auront fait retour avant que vous ne les conquériez. Sachez-le : Voici, Allah, indulgent, matriciel. »

— Coran, V, 33-34 ; trad.  André Chouraqui.
- le vol ou cambriolage (sariqah) :

« Tranchez les mains du voleur et de la voleuse, pour salaire de ce qu’ils accaparent d’Allah, en exemple, Allah, puissant, sage. Qui fait Retour après sa fraude et se corrige, Allah retourne vers lui. Voici, Allah, indulgent, matriciel. »

— Coran, V, 38-39 ; trad.  André Chouraqui.
- la fornication (zina) :

« Fouettez le putain et la putain : cent coups de fouet chacun. Que nulle indulgence ne vous saisisse dans la créance d’Allah,  adhérez à Allah et au Jour ultime, un groupe d’adhérents sera témoin de leur supplice. »

— Coran, XXIV, 2 ; trad.  André Chouraqui.
- l'accusation mensongère d'adultère ou de fornication portée à l'encontre des femmes (qazaf) :

« Ceux qui dénoncent des femmes vertueuses, sans produire quatre témoins, sont fouettés de quatre-vingt coups de fouet. Leur témoignage sera à jamais irrecevable, les voilà, les dévoyés, excepté ceux qui, par la suite, font retour et sont intègres : voici, Allah, clément, matriciel. Celui qui accuse ses épouses sans avoir d’autres témoins que lui-même témoignera quatre fois : « Par Allah ! », qu’il est sincère, et un cinquième serment, pour appeler l’exécration d’Allah sur lui-même, s’il ment. Alors le supplice se détournera d’elle. Voici, elle attestera qu’il ment par quatre « Je l’atteste par Allah ! » Et un cinquième serment, pour appeler le courroux d’Allah contre elle-même, au cas où il aurait dit vrai. »

— Coran, XXIV, 4-9 ; trad.  André Chouraqui.
Voici un tableau récapitulatif des hudud prescrites par le Coran :
| Numéro | Crime                            | Punition prescrite                                                            | Observations                                   |
| ------ | -------------------------------- | ----------------------------------------------------------------------------- | ---------------------------------------------- |
| 1      | Fornication                      | Cent coups de fouet                                                           |                                                |
| 2      | Vol ou cambriolage               | Ablation de la main                                                           | En cas de repentir, la peine n'est pas donnée. |
| 3      | Accusation mensongère d'adultère | Quatre-vingts coups de fouet                                                  |                                                |
| 4      | Banditisme                       | Peine de mort, ou crucifixion, ou ablation d'une main et d'une jambe, ou exil | En cas de repentir, la peine n'est pas donnée. |

## Hudud non prescrites par le Coran
Les autres hudud ont été ajoutés par des ouléma en se basant sur des hadiths prophétiques ou en suivant la méthode d'analogie (qiyas) :
- la consommation des boissons enivrantes (syurb) :

Anas ibn Malik  a rapporté qu'un homme qui avait bu du vin a été amené au Prophète  et il a ordonné que l'homme soit battu (fouetté). L'homme a reçu une quarantaine de coups de fouet avec deux branches de palmier. Anas a ajouté qu'Abou Bakr a fait de même, mais quand Omar  est devenu le calife, il a consulté le peuple et 'Abdur Rahman ibn 'Auf a dit : « La punition la plus légère pour boire est de quatre-vingts (coups de fouet). » Ainsi, Omar a donné ses ordres en conséquence.
- l'apostasie (ridda) :

`Ikrima a rapporté : `Ali a brûlé certaines personnes et cette nouvelle est parvenue à Ibn` Abbas, qui a dit : « Si j'avais été à sa place, je ne les aurais pas brûlées, comme le Prophète a dit : 'Ne punissez (personne) avec le châtiment de Dieu.' Il ne fait aucun doute que je les aurais tués, car le Prophète a dit: 'Si quelqu'un (un musulman) abandonne sa religion, tuez-le.' » . L'islamologue Daniel Gimaret, membre de l'académie des Inscriptions et Belles-Lettres, écrivait que « tous les spécialistes de la critique du hadith sont d'accord pour qualifier 'Ikrima de « faible » ».
- l'adultère :

Abu Huraira a rapporté qu'un homme parmi les musulmans est venu vers le Messager de Dieu alors qu'il était dans la mosquée. Il l'a appelé en disant : « Messager de Dieu, j'ai commis l'adultère. » Il (le Prophète) s'est détourné de lui, Il (encore) est venu lui faire face et lui a dit : « Messager de Dieu, j'ai commis l'adultère. » Il (le Prophète) s'est détourné jusqu'à ce qu'il fasse cela quatre fois, et comme il a témoigné quatre fois contre lui-même, le Messager de Dieu l'a appelé et a dit : « Es-tu fou ? » Il a dit : « Non. » Il a (encore) dit : « Es-tu marié ? » Il a dit : « Oui. »  Alors le Messager de Dieu dit : Attrapez-le et lapidez-le. Ibn Shihab (l'un des narrateurs) déclara : Celui qui avait entendu Jabir b. 'Abdullah disant cela m'a informé : « J'étais l'un de ceux qui l'ont lapidé. Nous l'avons lapidé sur le lieu de prière (soit celui de l'aïd, soit des enterrements). Quand les pierres l'ont blessé, il s'est enfui. Nous l'avons attrapé dans le Harra et l'avons lapidé (à mort). »

« Imran b. Husain a rapporté qu'une femme de Juhaina est venue voir l'apôtre de Dieu et qu'elle était tombée enceinte à cause de l'adultère. elle dit : Apôtre de Dieu, j'ai fait quelque chose pour lequel (le châtiment prescrit) doit m'être imposé, alors impose le. L'apôtre de Dieu a appelé son maître et a dit : Traitez-la bien, et quand elle accouchera, amenez-la-moi. Il fit ainsi. Ensuite, l'apôtre de Dieu prononça un jugement sur elle et ses vêtements ont furent attachés autour d'elle, puis il ordonna et elle fut lapidée à mort. Il a ensuite prié pour elle (son cadavre). Là-dessus Omar lui dit : Apôtre de Dieu, tu pries pour elle, alors qu'elle avait commis l'adultère ! Là-dessus, il dit : Elle a fait une telle repentance que si elle devait être divisée entre soixante-dix hommes de Médine, ce serait suffisant. As-tu trouvé une repentance meilleure que celle qu'elle a sacrifiée sa vie pour Dieu, le Majestueux ?. »

- Détournement des biens de l'orphelin.
- le faux témoignage.
- l'usure.

## Annulation à la suite du repentir
Un certain nombre d'ouléma avancent que les hudud, même s'ils sont prescrits par le Coran, peuvent être annulés par les autorités judiciaires à la suite du repentir du contrevenant. Ils justifient leurs opinions par un certain nombre de hadiths où le prophète a annulé le ḥadd à la suite du repentir.